# Selkirk College
O Selkirk College é uma faculdade comunitária na Colúmbia Britânica, no Canadá. Fundada em 1966, foi a primeira faculdade comunitária regional na Colúmbia Britânica. A faculdade oferece mais de 60 programas. Selkirk tornou-se uma das maiores organizações nas regiões ocidentais de Kootenay e Boundary, no sudeste da Colúmbia Britânica. A cada ano, o colégio é responsável por mais de C$ 75 milhões em atividades econômicas, empregando mais de 550 funcionários em tempo integral e em meio período e proporcionando experiências de aprendizado pós-secundário para mais de 2400 estudantes equivalentes em tempo integral.